# Lynda Barry
Lynda Barry (Richland Center, 2 gennaio 1956) è una fumettista statunitense di serie underground.

## Biografia
Studentessa d'arte all'Evergreen State College di Olympia, iniziò a disegnare fumetti, che una volta notati da Matt Groening e John Keister, vennero pubblicati nel giornale del campus con il titolo Ernie Pook's Comeeks nel 1977. La serie venne successivamente pubblicata settimanalmente per trent'anni negli Stati Uniti e in Canada.
Autrice di 17 fumetti, scrisse anche due romanzi illustrati, tra cui The Good Times are Killing Me del 1988, che adattò per il teatro nel 1991. Mio! Cento! Demoni!, un'autobiografia in cui mise in scena la sua infanzia e adolescenza le valse l'Eisner Prize per il miglior album, nel 2003, la prima donna a vincerlo.
Barry partecipò al fumetto femminista underground Wimmen's Comix.

## Opere
- Girls and Boys (Real Comet Press 1981) ISBN 0-941104-00-1
- Big Ideas (Real Comet Press 1983) ISBN 0-941104-07-9
- Naked Ladies, Naked Ladies, Naked Ladies: Coloring Book (Real Comet Press 1984) ISBN 978-0941104135
- Everything in the World (HarperCollins 1986) ISBN 978-0060961077
- Down the Street (HarperCollins 1988) ISBN 978-0060963040
- The Fun House (HarperCollins 1988) ISBN 0-06-096228-3
- The Good Times Are Killing Me (Perennial/HarperCollins, 1988) ISBN 0-941104-22-2
- Come Over, Come Over (HarperCollins 1990) ISBN 0-06-096504-5
- My Perfect Life (Perennial/HarperCollins 1992) ISBN 978-0060965051
- The Lynda Barry Experience (audiocassetta/CD 1993) ISBN 1-882543-17-3
- It's So Magic (Perennial/HarperCollins 1994) ISBN 978-0060950460
- The Freddie Stories (Sasquatch Books 1999) ISBN 978-1570611063
- Cruddy (Simon & Schuster hardcover 1999) ISBN 978-0684865300 (paperback 2000) ISBN 978-0684838465
- The Greatest of Marlys (Sasquatch Books 2000) ISBN 1-57061-260-9
- One! Hundred! Demons! (Sasquatch Books 2002) ISBN 9781570613371
- What It Is (Drawn and Quarterly 2008) ISBN 978-1897299357
- Picture This: The Near-Sighted Monkey Book (Drawn and Quarterly 2010) ISBN 1-897299-64-8
- Blabber Blabber Blabber: Volume 1 of Everything (Drawn and Quarterly 2011) ISBN 978-1770460522
- Syllabus: Notes from an Accidental Professor (Drawn and Quarterly 2014) ISBN 978-1770461611
- The Greatest of Marlys (Drawn and Quarterly hardcover 2016) ISBN 978-1770462649
- Making Comics (Drawn and Quarterly 2019) ISBN 978-1770463691

## Premi e riconoscimenti
- Premio Inkpot (1988)[3]
- Eisner Award per il miglior album per One! Hundred! Demons! (2003)
- Women Cartoonists Hall of Fame (2004)
- Eisner Award per la migliore opera ispirata alla realtà per What It Is (2009)
- Selezione ufficiale al Festival di Angoulême per One! Hundred! Demons! (2015)
- Selezione Premio Artemisia per One! Hundred! Demons!
- Will Eisner Hall of Fame (2016)[4]
- Milton Caniff Prize, per l'intera opera (2017)
- Eisner Award per il miglior libro dedicato al fumetto, e il miglior modello per Making Comics (2020)[5]